# Chiesa nuova dei Santi Pietro e Paolo (Ceriana)
La chiesa dei Santi Pietro e Paolo è un luogo di culto cattolico situato nel comune di Ceriana, in via Don Giacomo Cassini, in provincia di Imperia. L'edificio è sede della parrocchia omonima del vicariato di Sanremo della diocesi di Ventimiglia-San Remo.

## Storia

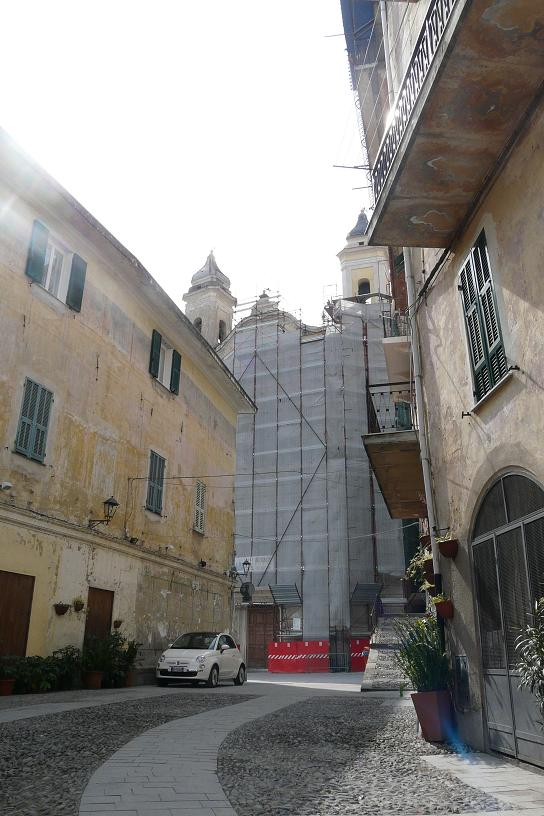
Restauri della facciata e dei campanili (marzo 2008).

La sua edificazione, così come attestano i documenti storici, si attuò negli ultimi mesi del 1768 grazie ai proventi derivati da un lascito. L'opera di costruzione fu affidata alla cura dell'architetto Domenico Belmonte. Le fonti attestano il notevole contributo della popolazione cerianese che, gratuitamente, collaborò alla realizzazione materiale della chiesa specie nei primi anni di costruzione.
L'edificazione subì, però, poco dopo un rallentamento a causa di leggeri contrasti la tra comunità e gli eredi del patrono, alla quale si aggiunse la non reperibilità di operai per la manodopera. Una nuova ripresa dei lavori nel 1773 permise di giungere ad una fine parziale dell'edificio che, nel 1774, fu solennemente consacrato dal vescovo della diocesi di Albenga monsignor Giuseppe Francesco Maria della Torre.
La definitiva conclusione dei lavori si ebbe nel 1782 quando furono completati i due campanili ai lati e la facciata.

## Descrizione
L'edificio presenta una facciata in stile tardo barocco e con un'altezza notevole. Ai lati di essa sono collocati i due campanili che si accostano come due ali arretrate concave nella parte centrale della facciata. La struttura architettonica degli interni è paragonabile, come asseriscono alcuni studiosi in materia, all'arte produttiva di scuola lombarda. Ad unica navata presenta una matrice a forma quadrangolare che si espande ai lati dando origine a cappelle interne e raccordi curvilinei.

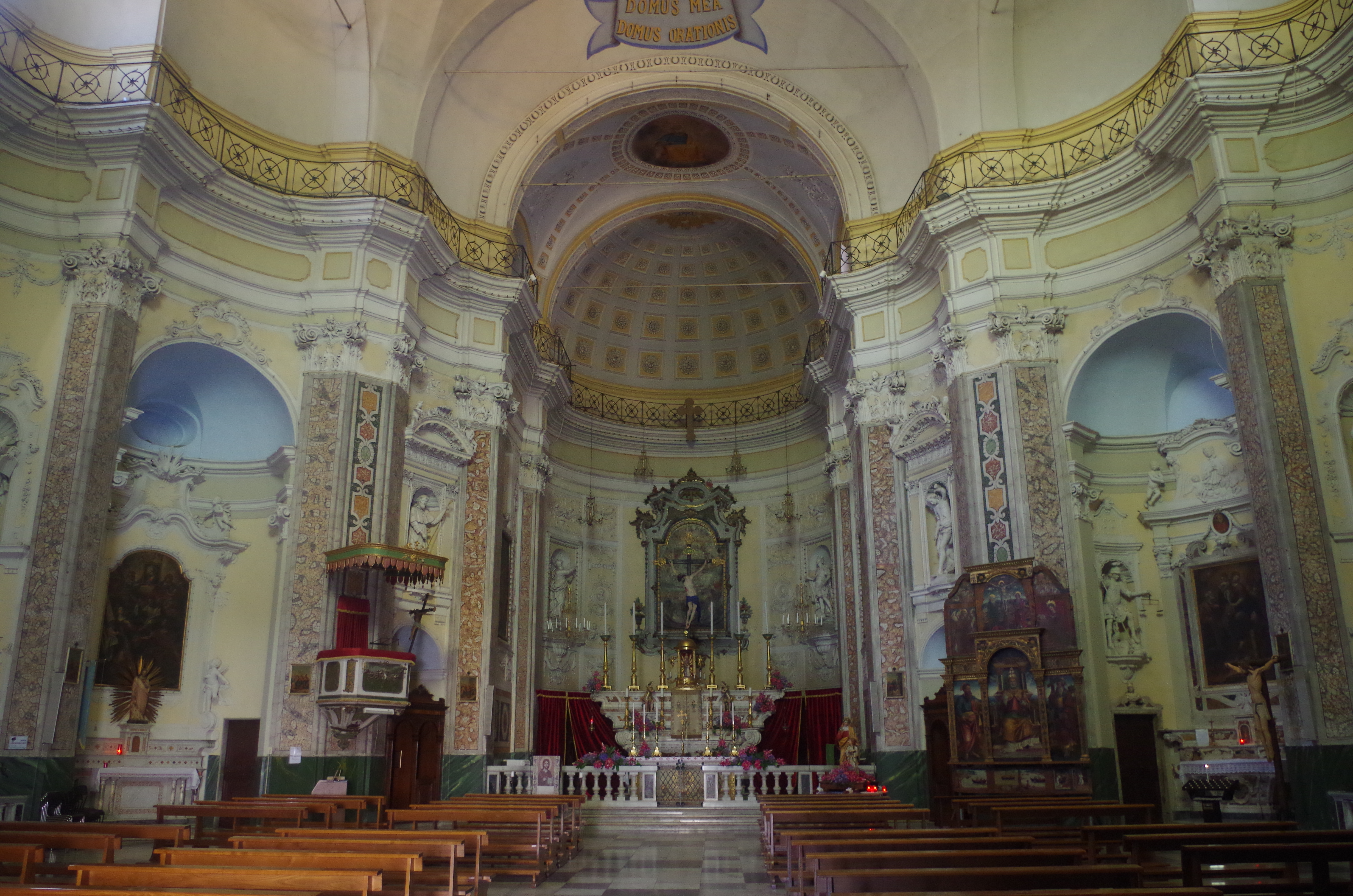
Interno della chiesa

Tra le opere conservate vi è di pregio il polittico di San Pietro in cattedra databile al 1526, ma di autore ignoto. Nel trittico centrale è raffigurato in stile rinascimentale l'apostolo Pietro fra Paolo di Tarso e sant'Andrea; nella predella sono raffigurate alcune storie di Pietro, mentre nel registro superiore vi è la presenza della Crocifissione con ai lati san Michele arcangelo e l'Annunziata.
Il trittico ritraente Santa Caterina fra le sante Apollonia e Maria Maddalena, databile al 1545, è attribuita al pittore Francesco Brea. Vicino all'altare centrale, del XVI secolo e scolpito in legno di tiglio, è presente l'esatta copia dell'idrocronometro situato sul colle Pincio a Roma, opera del padre domenicano Embrìaco da Ceriana.
Il restauro della facciata, iniziato nel 2008, è terminato nel 2011.